# Ken Caryl
Ken Caryl è un centro abitato (census-designated place) degli Stati Uniti d'America, situato nella contea di Jefferson dello Stato del Colorado. Nel censimento del 2000 la popolazione era di 30.887 abitanti.

## Geografia fisica
Secondo i rilevamenti dell'United States Census Bureau, Ken Caryl si estende su una superficie di 25,2 km².